# Sennevoy-le-Bas
Sennevoy-le-Bas là một xã của Pháp,tọa lạc ở tỉnh Yonne trong vùng Bourgogne của Pháp. Xã này có diện tích 8,69 ki-lô-mét vuông, dân số năm 1999 (không tính trùng) là 108 người.

## Biến động dân số
| Năm | 1962 | 1968 | 1975 | 1982 | 1990 | 1999 |
| --- | ---- | ---- | ---- | ---- | ---- | ---- |
| Dân số | 148  | 170  | 129  | 113  | 109  | 108  |
| From the year 1962 on: No double counting—residents of multiple communes (e.g. students and military personnel) are counted only once. |      |      |      |      |      |      |